# Weselin Topałow
Weselin Topałow, bułg. Веселин Топалов (ur. 15 marca 1975 w Ruse) – bułgarski arcymistrz, mistrz świata w szachach w latach 2005–2006, arcymistrz od 1992 roku. W listopadzie 2017 roku przestał reprezentować Bułgarię, przechodząc pod auspicje FIDE.

## Kariera szachowa
Reguły gry w szachy Topałow poznał od swego ojca w wieku ośmiu lat. W 1989 roku w Portoryko zdobył tytuł mistrza świata juniorów do 14 lat, natomiast rok później w Singapurze zdobył brązowy medal mistrzostw świata w kategorii do 16 lat.
W niedługim czasie awansował do ścisłej światowej czołówki. W obfitującym w sukcesy 1996 roku zajął lub podzielił I miejsce aż w sześciu prestiżowych turniejach: w Madrycie, Amsterdamie (memoriał Maxa Euwego, wspólnie z Garrim Kasparowem), Nowogrodzie, Wiedniu i Dos Hermanas. Poza tym zwyciężył w León (1996) oraz zajął dzielone I miejsca na turniejach w Madrycie (1997), Dortmundzie (2001) i Cannes (2002). Od 1994 roku regularnie uczestniczy w rozgrywkach o tytuł mistrza świata. W 2000 roku w New Delhi w mistrzostwach świata FIDE rozgrywanych systemem pucharowym dotarł do ćwierćfinału, w którym przegrał z Michaelem Adamsem, zaś w latach 1999 i 2001 awansował do IV rundy. W 2002 roku w Dortmundzie spotkał się w finałowym meczu pretendentów z Péterem Lékó, ulegając 1½ – 2½. W październiku 2005 roku zdobył tytuł mistrza świata FIDE w turnieju rozegranym w argentyńskim mieście San Luis (przed Viswanathanem Anandem i Piotrem Swidlerem). W rozegranym rok później w Eliście unifikacyjnym meczu o tytuł mistrza świata uległ 7½ – 8½ (po dogrywce) Władimirowi Kramnikowi i stracił tytuł. Na początku 2007 roku zwyciężył (wraz z Lewonem Aronianem i Tejmurem Radżabowem) w turnieju Corus A w Wijk aan Zee. W 2008 odniósł kolejne sukcesy, zwyciężając w turniejach elity w Bilbao (Final Chess Masters) oraz Nankinie (2008 Pearl Spring Chess Tournament). W lutym 2009 w rozegranym w Sofii finałowym meczu pretendentów pokonał 4½ : 2½ Gatę Kamskiego i zdobył prawo do uczestnictwa w meczu o mistrzostwo świata z Viswanathanem Anandem. W 2010  samodzielnie zwyciężył w Linares. W 2013 zwyciężył w cyklu FIDE Grand Prix 2012-2013, zdobywając prawo do gry w turnieju pretendentów w 2014 roku (w turnieju tym zajął VIII miejsce).
Wielokrotnie reprezentował Bułgarię w turniejach drużynowych, m.in.:
- ośmiokrotnie na olimpiadach szachowych (w latach 1994, 1996, 1998, 2000, 2008, 2010, 2012, 2014); pięciokrotny medalista: indywidualnie – dwukrotnie złoty (1994 – za wynik rankingowy, 2014 – na I szachownicy), dwukrotnie srebrny (1998 – za wynik rankingowy, 2000 – za wynik rankingowy) i brązowy (2008 – na I szachownicy)[15],
- pięciokrotnie na drużynowych mistrzostwach Europy (w latach 1999, 2007, 2009, 2011, 2013); dwukrotny medalista: indywidualnie – dwukrotnie złoty (1999 – za wynik rankingowy, 2013 – na I szachownicy)[16],
- na drużynowych mistrzostwach Bałkanów (w roku 1994); medalista: wspólnie z drużyną – złoty (1994)[17].

Od 2001 do 2016 roku był stale obecny w pierwszej dziesiątce listy rankingowej (z 6 miesięczną przerwą w 2012 roku). Najwyższy ranking w dotychczasowej karierze osiągnął 1 lipca 2015, z wynikiem 2816 punktów zajmował wówczas 3. miejsce na światowej liście FIDE. Natomiast najwyższą pozycję na liście FIDE osiągnął 1 kwietnia 2006, zajmując 1 lokatę z wynikiem 2804 pkt. (1 lipca 2006 utrzymał tę lokatę, a jego ranking wzrósł do 2813 punktów).